# Papari
Papari är en ort i Bosnien och Hercegovina.   Den ligger i entiteten Federationen Bosnien och Hercegovina, i den västra delen av landet, 230 km nordväst om huvudstaden Sarajevo. Papari ligger 236 meter över havet och antalet invånare är 565.
Terrängen runt Papari är varierad. Runt Papari är det ganska tätbefolkat, med 52 invånare per kvadratkilometer.. Närmaste större samhälle är Bihać, 6,4 km sydost om Papari. 
I omgivningarna runt Papari växer i huvudsak lövfällande lövskog.